# Patrick Guzzo
Patrick Guzzo   (Ottawa, 14 d'octubre de 1914 - Ottawa, 16 de gener de 1993) va ser un jugador d'hoquei sobre gel canadenc que va competir durant les dècades de 1930 i 1940.
El 1948 va prendre part en els Jocs Olímpics d'Hivern de St. Moritz, on guanyà la medalla d'or en la competició d'hoquei sobre gel.
A nivell de clubs jugà a l'Ottawa Westboro, Ottawa LaSalle (1935-1939) i Hull Volants (1939-1942) entre d'altres equips. El 2008 fou inclòs al Canadian Olympic Hall of Fame.